# 土曜美術社出版販売
土曜美術社出版販売株式会社（どようびじゅつしゃしゅっぱんはんばい）は、詩を主に扱う日本の出版社。

## 概要
日本全国の詩人が執筆する著名な詩の総合月刊誌『詩と思想』を主軸に、日本現代詩文庫、新・日本現代詩文庫などの日本全国の詩人の詩業を集成した文庫、詩論・エッセー文庫、新・詩論・エッセー文庫や、世界現代詩文庫、新世界現代詩文庫など海外の詩人の詩業を集成した翻訳詩の文庫を刊行。また気鋭の詩人や新人による詩集の叢書でも知られる。
「詩と思想」新人賞による新人の発掘も行い、詩人の研鑽・交流の場として「詩と思想」研究会を開催している。
かつては「活動家集団思想運動」機関誌『社会評論』の版元でもあった。

## 主な刊行

### 雑誌
- 『詩と思想』‐全国の詩人による詩の総合月刊誌。

### 書籍
- 日本現代詩文庫‐全国の詩人たちの詩業を集大成した文庫。
- 新・日本現代詩文庫
- 詩論・エッセー文庫‐全国の詩人たちの詩論・エッセーを集大成した文庫。
- 新・詩論・エッセー文庫
- 世界現代詩文庫‐アジア、アフリカも含めた、世界中の詩人たちの詩業を集成した文庫。
- 新・世界現代詩文庫

### 叢書
- 21世紀詩人叢書‐日本詩人クラブ新人賞やH氏賞を始め多くの受賞詩集、候補詩集を輩出している叢書。
- 叢書新世代の詩人たち‐日本全国の新世代の詩人を掘り起こした詩集の叢書。
- 現代詩人論叢書‐詩人論を一望できる叢書。
- エリア・ポエジア叢書‐日本全国の地域から発信する詩人による詩集の叢書。

### シリーズ・企画
- 創刊40周年記念新詩集‐『詩と思想』の2012年の創刊40周年を記念した実力詩人による新詩集企画。
- 現代詩の前線
- 現代詩の新鋭‐新しい21世紀の詩人たちによる新詩集企画。
- 現代中国の詩人‐現代中国の代表的な詩人たちの詩業を集成した翻訳詩集。

## 「詩と思想」研究会
詩と思想#詩と思想新人賞へ移行